# Thaumatoscopus reflexa
Thaumatoscopus reflexa är en insektsart som beskrevs av Carl Stål 1870. Thaumatoscopus reflexa ingår i släktet Thaumatoscopus och familjen dvärgstritar. Inga underarter finns listade i Catalogue of Life.